# Coniceromyia angularis
Coniceromyia angularis är en tvåvingeart som beskrevs av Borgmeier och Prado 1975. Coniceromyia angularis ingår i släktet Coniceromyia och familjen puckelflugor.
Artens utbredningsområde är Ecuador. Inga underarter finns listade i Catalogue of Life.